# Rață jamaicană
Rața jamaicană (Oxyura jamaicensis) este o rață nativă Americii de Nord. Numele genului este derivat din greaca antică oxus („ascuțit”) și oura („coada”), iar jamaicensis înseamnă „din Jamaica”. Specia Oxyura ferruginea a fost considerată o vreme drept subspecie. Unii taxonomi, inclusiv American Ornithological Society, consideră în continuare cele două rațe ca fiind aceeași specie.
Subspecii:
- jamaicensis - America de Nord, inclusiv Indiile de Vest.
- andina - Columbia centrală.
- ferruginea - Columbia de sud până în Chile.

## Descriere

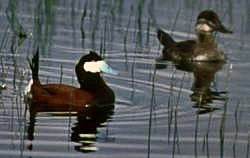
Rățoiul în stânga și rața în dreapta

Aceste rațe sunt mici, compacte, cu ciocuri scurte, în formă de lingură și cozi lungi, rigide, de multe ori ridicate. Au un ciuf ușor și un gât destul de scurt și gros. Masculii au un penaj negricios pe cap, care contrastează cu albul strălucitor din obraji. În timpul verii, penele de pe corp sunt castanii, iar ciocurile sunt de un albastru strălucitor. În timpul iernii, rățoii sunt gri-maro în partea de sus și mai deschiși la culoare în partea de jos, cu ciocuri gri mat. Femelele și masculii de sub un an sunt maronii, precum masculii în timpul iernii, dar cu o dungă neclară pe obraz. În zbor, păsările afișează negrul solid de pe vârfurile aripilor.
| Măsurători standard | Măsurători standard |
| ------------------- | ------------------- |
| Lungime             | 34-43 cm            |
| Greutate            | 560 g               |
| Anvergura aripilor  | 47 cm               |
| Aripa               | 133-147,5 mm        |
| Coada               | 67-69 mm            |
| Culmen              | 38,5-41 mm          |
| Tarsus              | 33-38 mm            |

## Reproducere și comportament

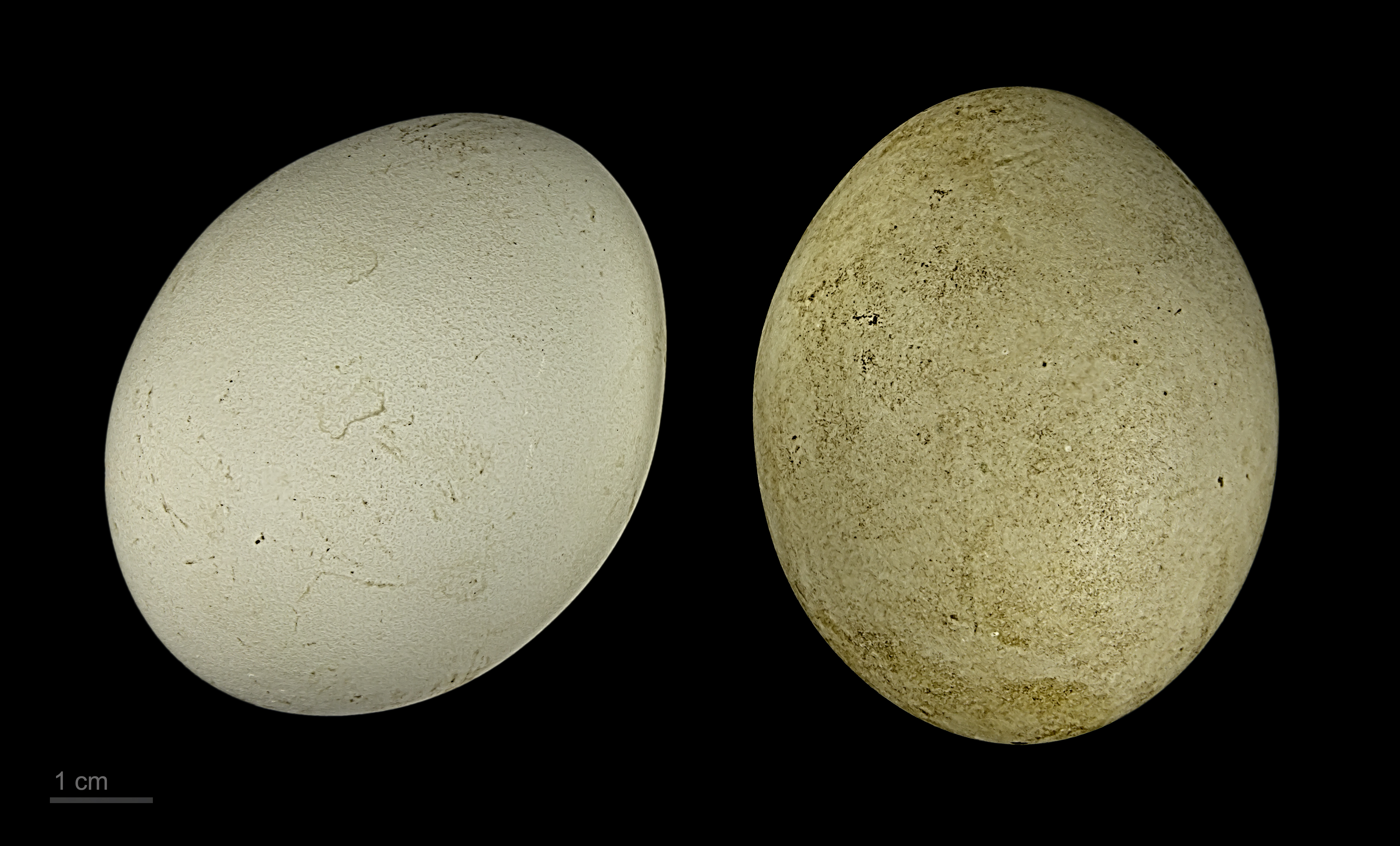
Ouă de Oxyura jamaicensis - MHNT

Habitatul lor de reproducere acoperă lacuri mlăștinoase și iazuri. Cuibăresc în vegetație de mlaștină deasă în apropierea apei. Femela construiește cuibul din iarbă ascuns în vegetație înaltă, pentru a nu fi văzut de prădători. Puietul tipic conține de la 5 la 15 boboci. Perechile se formează în fiecare an.
Acestea sunt migratoare și de iarnă, în golfuri de coastă și dezghețate lacuri și iazuri.
Aceste păsări se scufundă și înoată sub apă. În principal, ele mănâncă semințe și rădăcini de plante acvatice, insecte acvatice și crustacee.

## Specie invazivă
Oxyura jamaicensis a fost importată în Marea Britanie în 1948 de către conservatorul Sir Peter Scott. Ca urmare a evadărilor din colecții la sfârșitul anilor 1950, specia a devenit stabilită în Marea Britanie, de unde s-a răspândit în Europa. Până în anul 2000, populația a crescut de la aproximativ 6.000 de exemplare. Această rată are un comportament de curtare agresiv și nu ezită să se încrucișeze cu rața cu obrazul alb (Oxyura leucocephala), specie nativă pe cale de dispariție , din sudul Europei, unde a provocat îngrijorare printre conservatorii spanioli. Datorită acestui fapt, în Marea Britanie a fost conceput un sistem controversat de a opri reproducerea acestei rațe. De asemenea, în alte țări europene a fost încercată vânarea. Către începutul anului 2014, vânarea a redus populația britanică la 20-100 de indivizi, în scădere de la un maxim de aproximativ 5500 în anul 2000.